# Mandarijn (taal)
Mandarijn is de verzamelnaam van alle Mandarijnse taalvariëteiten. In China wordt het Guanhua, taal der ambtenaren/mandarijnen, genoemd. Kijkend naar het aantal moedertaalsprekers (910 miljoen mensen) is het de meest gesproken taal van de wereld. Het meest gesproken Mandarijnse dialect is het Standaardmandarijn, dat ook op scholen onderwezen wordt.
Vaak wordt het Mandarijn ook gewoon Chinees genoemd. Toch bestaat er geen taal als 'het Chinees', daar dit een verzamelnaam is voor 14 talen. Deze talen, vaak (eigenlijk foutief) "dialecten" genoemd, kunnen net zoveel van elkaar verschillen als het Nederlands van het Deens.
Het Mandarijn wordt in de noordelijke helft van China gesproken, met als centrum Peking. In het zuiden zijn andere talen als Kantonees van groter belang. Op Taiwan wordt traditioneel geen Mandarijn gesproken, maar het Standaardmandarijn is er nu toch de officiële taal en wordt er met name gebruikt door immigranten vanaf het vasteland.
Mandarijn wordt geschreven met het Chinees schrift, maar kan ook met het Latijnse alfabet worden geschreven. Hiervoor bestaan verschillende transcriptie-systemen. Tegenwoordig wordt meestal Hanyu pinyin gebruikt, de standaard-transcriptie van de Chinese overheid op het vasteland. Op Taiwan wordt vaak nog van andere transcriptie-systemen gebruikgemaakt.

## Grammatica
De Chinese talen kenmerken zich allemaal door een zuiver isolerende grammatica. Dat betekent dat ook het Mandarijn geen verbuigingen kent, geen vervoegingen, geen werkwoordstijden, geen grammaticaal geslacht, enzovoort. Wel belangrijk zijn de vaste woordvolgorde, partikelgrammatica en het gebruik van maatwoorden.

## Dialecten

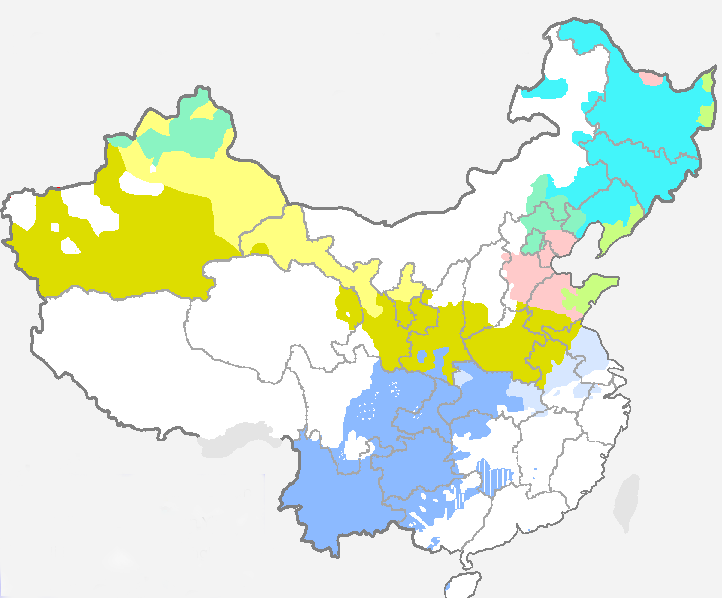
Dialecten in het Mandarijn :
Noordoost-Mandarijn
Peking-Mandarijn
Jilu-Mandarijn
Jiaoliao-Mandarijn
Zhongyuan-Mandarijn
Lanyin-Mandarijn
Jianghuai-Mandarijn
Zuidwest-Mandarijn

Regionale verschillen in de uitspraak van het Mandarijn beperken zich niet tot de tonen. Men kan de accenten in het Mandarijn van Han-Chinezen opdelen in twee grote groepen: het Noordelijk-Han-Chinees accent 北方音 en het Zuidelijk-Han-Chinees accent 南方音. Zo zijn er binnen het Mandarijn dialecten die meer slotklanken kunnen hebben dan de genoemde -n, -ng of klinkers.
Bekend voorbeeld van zo'n extra slotklinker is de retroflex -r (IPA: [ɻ]), die ook in het Standaardmandarijn wordt gebruikt. De -r klinkt als de Amerikaanse -r en is een typisch kenmerk van het dialect van Peking. Hoewel de juiste uitspraak zeer wordt gewaardeerd kunnen de meeste Chinezen, die putonghua spreken, maar niet uit Peking komen, de -r niet uitspreken.
Chinezen uit het zuiden hebben moeite met de retroflexen [ʈʂ] (pinyin: "zh"), [ʈʂʰ] (pinyin: "ch") en [ʂ] (pinyin: "sh") van het Standaardmandarijn. Zij spreken die klanken uit als dentalen, de "zh" wordt gerealiseerd als "z" (IPA: [ts]), de "ch" als "c" (IPA: [tsʰ]) en de "sh" als "s" (IPA: [s]). Dit leidt tot verwarring als een zuiderling Standaardmandarijn spreekt. "Zhǎo" (找, "zoeken") wordt uitgesproken als "zǎo" (早, "vroeg"), "shì" (事, "zaak", "kwestie") als "sì" (四, "vier") en "chūn" (萅, "bron") als "cūn" (村, "dorp").
Grammaticale verschillen tussen verschillende dialecten zijn er eigenlijk niet. Wel kan er variatie bestaan in vaste uitdrukkingswijzen, maar dergelijke verschillen worden niet als grammaticaal beschouwd.
De grote dialectverschillen van het Mandarijn worden kleiner door de opkomst van de standaardtaal, maar zijn toch nog steeds belangrijk. De dialecten worden in verschillende groepen onderverdeeld:

### Subgroepen
- Noordoost-Mandarijn 东北官话
- Peking-Mandarijn 北京官话
  - Peking
    - Standaardmandarijn
- Jilu-Mandarijn 冀鲁官话
- Jiaoliao-Mandarijn 胶辽官话
- Zhongyuan-Mandarijn 中原官话
- Lanyin-Mandarijn 兰银官话
- Zuidwest-Mandarijn 西南官话
  - Sichuan
- Jianghuai-Mandarijn 江淮官话

De dialecten in het Mandarijn verschillen vaak sterk van de standaardtaal. Het dialect dat daar het dichtst bij ligt is dat van Peking, het Pekinees.

## Verschillen tussen Mandarijn en Kantonees

### Tonen
Het Mandarijn heeft 4 verschillende (contour)tonen en 1 neutrale toon. De toon waarop het woord uitgesproken wordt, bepaalt mede de betekenis. In de dialecten kunnen woorden soms een andere toon hebben dan in het Standaardmandarijn. Verder kan de precieze realisatie van een toon van streek tot streek verschillen.
Het Mandarijn heeft minder tonen dan het Kantonees en de meeste andere Chinese talen. Het Kantonees heeft negen tonen. Het Wu-dialect van Suzhou heeft er zeven. Het klassieke Mandarijn heeft waarschijnlijk meer tonen gehad: minstens 5, en de neutrale toon. De vijfde toon, de ingehouden (ru, 入) toon, die in sommige dialecten nog voorkomt, is in het moderne Mandarijn verdwenen.

### Klanken
Behalve minder tonen kent het Mandarijn ook beduidend minder klank-mogelijkheden dan de zuidelijke dialecten. Woorden kunnen in het Mandarijn alleen eindigen op -n, -ng of een klinker. Zuidelijke dialecten hebben ook nog de mogelijkheid woorden te laten eindigen op -m, -k of een andere klank.

## Lettergrepen
Het Mandarijn beschikt over relatief weinig lettergrepen, zelfs als men de mogelijkheden van onderscheid in toon meeweegt. Het gevolg is dat de Mandarijn-dialecten veel homoniemen hebben. Meer dan in andere dialecten wordt in het Mandarijn dan ook van samenstellingen gebruikgemaakt om iets uit te drukken. Daarmee komt men in feite dichter bij een systeem van meerlettergrepige woorden, wat eigenlijk onnatuurlijk is voor een Chinese taal. Mandarijn-Chinezen zijn meer dan Kantonezen aangewezen op de context waarin ze woorden horen. In het schrift zijn deze problemen er niet, elke woordbetekenis wordt daarin uitgedrukt met een eigen karakter.
Een lettergreep in het Mandarijn bestaat alleen uit een aanzet (shēngmǔ) en een rijm (yùnmǔ). Een belangrijke fonotactische regel is verder dat er geen twee of meer medeklinkers achter elkaar mogen volgen, waardoor elke lettergreep in principe de structuur "Medeklinker-Klinker" (MK) heeft. Deze fonotactische beperking heeft tot gevolg dat een aantal klankcombinaties en medeklinkers in het Mandarijn niet mogelijk zijn, zoals een velare plosief (k of g) voor een gesloten klinker.
De aanzet kan zijn:
- een medeklinker: bā, "acht"; yòng, "gebruiken";
- een klinker (língshēngmǔ): ài, "houden van".

Het rijm kan zijn:
- een "nulrijm" (geen echte klinker): de beginklinker wordt in dit geval stemhebbend (sì /s̩/, "vier"[2])
- een monoftong (chē, "auto") ;
- een diftong (kǒu, "mond") ;
- een triftong (xiǎo, "klein") ;
- een nasaal of de retroflexe -r als suffix (liǎng, "twee", zhèr, "hier").